# Lungomare, Opatijska rivijera
Lungomare je 12 km[nedostaje izvor] dugo obalno šetalište koje povezuje mjesta na Opatijskoj rivijeri - Volosko, Opatiju, Ičiće, Iku i Lovran.
Šetalište se počinje uređivati 1885. godine i vremenski se poklapa s otvaranjem prvih hotela u Opatiji (Grand Hotel Kvarner, 1884. godine i Hotel Imperial, 1885. godine). Dovršeno je 1889. godine kada je Opatija proglašena klimatskim lječilištem, a spojeno s Lovranom 1911. godine u vrijeme najveće ekspanzije turizma na Rivijeri. 
Duž trase šetališta podignuta su spomen obilježja znamenitim ličnostima koje su boravile u Opatiji: književniku Henriku Sienkiewiczu (iznad opatijske luke), liječniku Theodoru Billrothu (na zidu crkve sv. Jakova), generalu Jozefu Pilsudskom (u perivoju ispred Umjetničkog paviljona "Juraj Šporer").
Jednim dijelom šetalište Lungomare prolazi i kroz čuveni središnji opatijski perivoj.